# Castanopsis brevispinula
Castanopsis brevispinula är en bokväxtart som beskrevs av Paul Robert Hickel och Aimée Antoinette Camus. Castanopsis brevispinula ingår i släktet Castanopsis och familjen bokväxter. Inga underarter finns listade.